# Symphyosepalum
Symphyosepalum es un género de orquídeas perteneciente a la subfamilia Orchidoideae dentro de la familia Orchidaceae. Tiene una especie.
En Kew se le considera un sinónimo del género Neottianthe (Rchb.) Schltr.

## Especie
- Symphyosepalum gymnadenioides Hand.-Mazz. = Neottianthe cucullata var. calcicola (W.W.Sm.) Soó, Ann. Hist.-Nat. Mus. Natl. Hung. 26: 353 (1929).